# Gabriel de Foigny
Gabriel de Foigny (Foigy, Picardia, 1630 - Saboia?, 1692) foi um escritor francês, autor do romance utópico La Terre Australe connue, de 1676, que narra as aventuras de um viajante imaginário, Jacques Sadeur, sua viagem e permanência em uma desconhecida terra austral, povoada por seres andróginos.
La terre australe connue foi traduzido para o português por Ana Cláudia Romano Ribeiro e publicado em 2011 pela Editora da Unicamp com o título de A terra austral conhecida.